# Enicospilus trilineatus
Enicospilus trilineatus är en stekelart som först beskrevs av Brulle 1846.  Enicospilus trilineatus ingår i släktet Enicospilus och familjen brokparasitsteklar. Inga underarter finns listade i Catalogue of Life.